# バッテリー (かわぐちかいじの漫画)
『バッテリー』（英語: THE BATTERY）は、かわぐちかいじの漫画。『週刊ヤングサンデー』で連載された。単行本は全4巻（小学館ヤングサンデーコミックス）。

## 概要
高校野球で活躍したバッテリー、海部一樹と武藤洋介がプロ入団を機に別々の球団で活躍し、ライバル同士として対決する姿を描く。

## あらすじ
夏の甲子園決勝戦。西東京代表の国分寺南高校は優勝を目前にして逆転サヨナラ負けに終わったが、春のセンバツ優勝に続く準優勝という成果を残した。その原動力となったのは豪速ピッチャー・海部一樹と強肩強打のキャッチャー・武藤洋介の超高校級バッテリー。
やがて、ドラフトを前に地元の常勝王者球団、東京イーグルスからスカウトが来るが、イーグルスに憧れていた武藤が即決したのとは対照的に、海部は自分の力で弱小チームを勝たせたいと、優勝経験の無い小倉メッツを希望する。
かくして海部と武藤のバッテリーは、プロ入団を機にライバル同士となった。

## 登場人物

### 主人公
海部一樹（かいふ かずき）
国分寺南高校野球部ピッチャー。高速のストレートと鋭く曲がるスライダー、そしてその2球を全く同じフォームで投げることで相手バッターの予想を外すのが得意。小倉メッツに入団後、メッツ優勝と自分が投げる試合では自責点ゼロを宣言し、それを実行する。メッツ一軍ピッチャーとして開幕戦に登板以降、大活躍する。
武藤洋介（むとう ようすけ）
国分寺南高校野球部キャッチャー。強肩強打が持ち味で、バッティング面では海部以上を自負しているが、それ以上に試合の流れを読める眼力の持ち主。地元の常勝球団東京イーグルスに憧れており、入団を機に海部と別々の道を歩む。海部が一軍で公式戦デビューを果たしたのとは対照的に、二軍からのスタートとなるが…。

### 小倉メッツ
坊之津（ぼうのつ）
小倉メッツ監督。メッツと亡くなった妻をこよなく愛する九州男児。ヘビースモーカーでもある。海部の実力を高く評価し、海部にチームの面々が勇気付けられ、活躍する様子を見守る。現役時代はメッツのピッチャーで、小柄な体から投げる球で相手バッターを翻弄する姿から「小さな大投手」と呼ばれていた。
浦田（うらた）
小倉メッツ一軍のベテランキャッチャー。海部のメッツ入団後の相棒となる。沖縄キャンプで海部の剛速球をグラブに受け、喜びと興奮に震えた。その後の紅白戦以降、海部を信頼し、また海部によってキャッチャーとして磨かれていく。
ゴンザレス
小倉メッツ一軍の3番バッターを務める外人選手。長打が持ち味の黒人。
渡瀬（わたせ）
小倉メッツ二軍の選手。俊足を買われてイーグルスとのプレーオフ決戦に一軍投入された。

### 東京イーグルス
梅宮和彦（うめみや かずひこ）
東京イーグルスの4番バッター。誰もが認める「今年最も三冠王に近い男」。攻守共に優れているが、それは王者イーグルスの一員としてのプライドと、王者の4番であるための妥協無き努力の産物。
立花隆志（たちばな たかし）
東京イーグルスのエースピッチャー。年間2ケタ勝利を叩き出すベテラン。これまで対戦したバッター全ての得意な球種・コースを全て記憶する自称「コンピューター」。
藤巻（ふじまき）
東京イーグルス二軍のベテランキャッチャー。バッティング、スローイング共に武藤に劣るが、プロ経験そしてとあるテクニックでそれを補っている。その一方、ランナー阻止におけるキャッチャーの限界も悟っている。
桜木（さくらぎ）
東京イーグルスの3番バッター。梅宮も一目置くバットコントロールの天才。
菊地（きくち）
東京イーグルス監督。現役時代はイーグルスの主砲にして、当時ピッチャーだった坊乃津と対戦したことがある。

### シカゴオリンピック
穴巻（あなまき）
オリンピック日本代表チームのキャプテン。キャッチャーだったが強化選手として入った武藤の実力を認め、武藤と海部のバッテリーにマウンドとホームを託し、自身はキャプテン兼バッターに徹する。
ブレッド・ウォーカーJr.
神戸マリナーズの外国人選手にして主力バッター。オールスターで海部に負けたことを機にマリナーズを退団し、オリンピックアメリカ代表チームの一員として海部に再戦を挑む。元々はメジャーリーグ、ニューヨーク・セントラルズの主砲だったが、父親との確執から日本に渡っていた。
ブレッド・ウォーカーSr.
ブレッドの父。元ニューヨーク・セントラルズの主砲である往年の名選手。その偉大さ故に息子ブレッドが周囲からの重圧に苦しむ原因となってしまうが、彼自身はブレッドを素直に認めている。
ホセ・ロドリゲス
オリンピックキューバ代表チームの主砲。母国キューバよりも自分の実力を正当に評価してくれるメジャーへの亡命を望む、純粋なスポーツマン。
アレックス・ゴールドウィン
ニューヨーク・セントラルズのスカウト部長。海部のメジャー入りを狙い、接触する。

### その他
花沢若菜（はなざわ わかな）
女性スポーツカメラマン。海部と武藤に注目し、頻繁に接触する。彼らが高校2年の時のセンバツを観戦・撮影したのがきっかけでカメラマンの道を本格的に決意した。
滝村（たきむら）
若菜の上司であるスポーツ記者。10年前の東京イーグルスの8連覇をかけた決戦がイーグルスの勝利に終わり、選手と観客が一体になって喜ぶ姿に感動して、スポーツ記者になると決めた。
飯塚（いいづか）
神宮アルバトロスの二軍選手。二軍ノースリーグの盗塁王にして、二軍がプロとしてのスタートラインである武藤にとって最初の壁。ちなみに、東京イーグルス二軍コーチの弁によると、一軍での盗塁成績は良くないとのこと。
八木誠（やぎ まこと）
滝宮高校野球部の4番バッター。甲子園の決勝戦で海部からサヨナラヒットを打った因縁の人物。名古屋フェニックスにドラフト5位で入団後、二軍で実力をつけペナント終盤で一軍に昇格した。優れた視力の持ち主で、プロ入団後は筋トレにてパワーをつけた。

## 書誌情報
- かわぐちかいじ 『バッテリー』 小学館〈ヤングサンデーコミックス〉、全4巻

1. 2010年11月13日発売[小 1]、ISBN 978-4-09196026-9
2. 2010年10月15日発売[小 2]、ISBN 978-4-09196027-6
3. 2011年01月15日発売[小 3]、ISBN 978-4-09196028-3
4. 2011年02月15日発売[小 4]、ISBN 978-4-09-196029-0

### 小学館コミック
以下の出典は小学館コミック（小学館）内のページ。書誌情報の発売日の出典としている。
1. ↑  “バッテリー 1”. 週刊ヤングサンデー.  小学館. 2021年7月21日閲覧。
2. ↑  “バッテリー 2”. 週刊ヤングサンデー.   小学館. 2021年7月21日閲覧。
3. ↑  “バッテリー 3”. 週刊ヤングサンデー.   小学館. 2021年7月21日閲覧。
4. ↑  “バッテリー 4”. 週刊ヤングサンデー.   小学館. 2021年7月21日閲覧。